# Sahaba

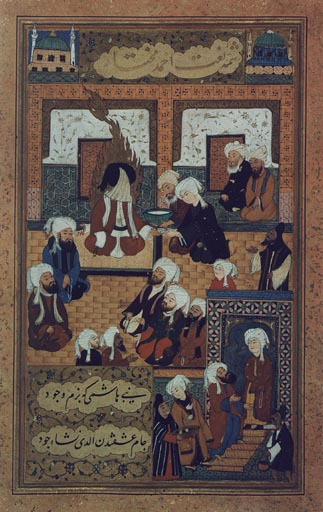
Mahoma con sus compañeros en una ilustración otomana

En el islam, sahaba o los compañeros del Profeta  (en árabe: اَلصَّحَابَةُ‎, romanizado: aṣ-ṣaḥāba, lit. 'Los compañeros', del verbo صَحِبَ, que significa "acompañar", "hacer compañía" o "asociarse con") se refiere a los compañeros, discípulos, escribas y a la familia del profeta Mahoma.  En términos definidos por eruditos musulmanes se define como: "aquella persona que vio o escuchó al profeta Mahoma siendo musulmán y murió como musulmán", aunque lo hayan visto apenas un par de veces sin haber hablado directamente con él.
Eruditos posteriores aceptaron sus testimonios acerca de las palabras y hechos de Mahoma, las ocasiones en que el Corán fue revelado y otros varios asuntos importantes en la historia y práctica del islam. El testimonio de los compañeros, tal y como fue transmitido a través de cadenas confiables de narradores (isnads), fue la base de la tradición islámica en desarrollo. De las tradiciones (hadiz) sobre la vida de Mahoma y sus compañeros se derivan la forma de vida musulmana (sunna), el código de conducta (sharia) que requiere, y la jurisprudencia (fiqh) por la cual deben regularse las comunidades musulmanas.
Las dos denominaciones más grandes del islam, los suníes y los chiíes, asumen aproximaciones diferentes a la hora de evaluar los testimonios de los compañeros, tienen colecciones de hadices distintas y, en consecuencia, tienen ideas diferentes acerca de los sahaba.
 

Cada compañero es considerado una persona de gran crecimiento espiritual y moral, debido al hecho de haber estado directa o indirectamente en presencia del profeta Mahoma. Esto no significa que todos los compañeros sean hombres y mujeres libres de culpa. Se cita en el Corán respecto a ellos:
"Y de los primeros precursores, tanto de los que emigraron como de los que les auxiliaron, y de los que siguieron en hacer el bien, Alá está satisfecho de ellos y ellos están de Él. Les ha preparado jardines por cuyo suelo corren los ríos y en los que serán inmortales para siempre".
No es igual a la figura de santo del cristianismo, mas fue gracias a este último que se obtuvo un verdadero culto popular, aunque por algunas corrientes musulmanas se ve como una forma de idolatría. Tampoco deben ser vistos como un equivalente de los Apóstoles de Jesús, porque el profeta Mahoma no concedió un estatus especial a un número exacto de personas.

## Partes de los sahaba
En términos numéricos, más de ciento diez mil personas son consideradas como integrantes de los sahaba y forman parte de los sahaba:
- Un grupo de diez compañeros cercanos de Mahoma, en el cual se incluyen los cuatro primeros califas (Abu Bakr, Ómar, Otmán y Ali);
- Los muhayirun, o sea, aquellos que dejaron La Meca para instalarse en Medina, siguiendo el movimiento migratorio conocido como Hégira;
- Los ansar, los creyentes de Medina;
- Los badriyun, los que lucharon en la Batalla de Badr.

La siguiente generación de musulmanes después de los sahaba, que nacieron tras la muerte de Mahoma pero conocieron personalmente a uno al menos de los sahaba, son llamados los Tabi'un, y la generación después de ellos, quienes conocieron a uno al menos de los Tabi', son llamados los tābi‘ al-tābi‘īn. Estas tres generaciones componen el salaf del islam.